# 伊藤節生
伊藤 節生（いとう せつお、1991年3月18日 - ）は、日本の男性声優。AIR AGENCY所属。北海道出身。

## 経歴
声優を目指したきっかけは、ポケモン映画一作目『ミュウツーの逆襲』のパンフレットを見て声優を知ったこと。高校時代に本格的に目指し始めた。
総合学園ヒューマンアカデミー札幌校、AIR AGENCY声優養成所を経て現事務所所属となる。
2016年7月には、『モブサイコ100』の影山茂夫役でアニメ初主演を果たし、2017年の第11回声優アワードで新人男優賞を受賞する。

## 人物
ソフトカツゲンが大好物。音楽ゲームをよく遊んでおり、その中でもメインで遊んでいる『SOUND VOLTEX』では、2016年9月時点でSKILL LEVEL最高段位に達しているほどの腕前を持つ。『SOUND VOLTEX』の好きな楽曲として、そよもぎ「honey trap」、日本楽音ノイズ協会「イゴモヨス=オムルのテーマによるブヨブヨ・スケッチの試み」、colate「Strobe♡Girl」を挙げている。2020年においては定期的に行われている公募コンテストの一つ「The 9th KACオリジナル楽曲コンテスト」にて楽曲が採用され同年10月に配信となった。
趣味は作曲。特技はイラスト、楽器（ベース）。

## 出演
太字はメインキャラクター。

### テレビアニメ
2013年
- マジでオタクなイングリッシュ!りぼんちゃん the TV（参加者A）
- プピポー!（雨山良平）

2016年
- モブサイコ100（2016年 - 2022年、影山茂夫） - 3シリーズ
- DAYS（皆実）

2017年
- アリスと蔵六（店員）
- デュエル・マスターズ（2017年 - 2022年、チョコっとハウス、カメライフ、おテントさん、ノリのりん、神楽坂ハカセ 他） - 5シリーズ
- アニメガタリズ（武蔵境塊）
- 妖怪アパートの幽雅な日常（男子生徒E）

2018年
- 伊藤潤二『コレクション』（山田）
- キャプテン翼（第4作）（2018年 - 2024年、岩見兼一、中野、中山政男、榎本、吉田、金田、ガレヤ、ルジェリ 他） - 2シリーズ
- ハイスコアガール（金田〈クラスメイト〉）
- メルクストーリア -無気力少年と瓶の中の少女-（日記おばけ）

2019年 
- ぼくたちは勉強ができない（男生徒C）
- 文豪ストレイドッグス（2019年 - 2023年、男、観客A） - 4シリーズ
- 博多明太!ぴりからこちゃん（ゴマサバくん、怪盗団、客）
- 星合の空（佐々木真士）

2021年
- ヴァニタスの手記（狩人A）

2024年
- 火狩りの王（少年工）

2025年
- 一瞬で治療していたのに役立たずと追放された天才治癒師、闇ヒーラーとして楽しく生きる（クレソン）

### 劇場アニメ
- 劇場版 ゆうとくんがいく（2014年）
- 映画 さよなら私のクラマー ファーストタッチ（2021年、岩朝）

### OVA
- モブサイコ100 第一回霊とか相談所慰安旅行〜ココロ満たす癒やしの旅〜（2019年、影山茂夫[19]）

### Webアニメ
- アフリカのサラリーマン（2017年、オオハシ[20]）
- クレヨンしんちゃん外伝 お・お・お・のしんのすけ（2017年、不景鬼A）
- ざしきわらしのタタミちゃん（2020年、もこっち[21]、人間たち）
- 口が裂けても君には（2021年、ウダくん）
- 七つの大罪 怨嗟のエジンバラ（2022年、傭兵B、街人C）
- T・Pぼん（2024年、柳沢[22]） - 2シリーズ[一覧 5]

### ゲーム
2013年
- 蒼穹のスカイガレオン（2013年 - 2016年、インドラジット、ラーマ、ウルスグラナ、ヴィシュヌ、アイヌラックル、アイヌラックル）

2014年
- Nostalgia〜ノスタルジア〜（レグルス）

2016年
- マクロスΔスクランブル（ドミニク・ウーデット）

2017年
- PaniPani-パラレルニクスパンドラナイト-（夜永エグゼ）

2020年
- キャプテン翼 RISE OF NEW CHAMPIONS（中山政男、岩見兼一、辻亮太、塩田孝之、秋沢敏夫、佐瀬靖、金田春男、高島恒夫、今井博、島野正 他）
- クラッシュ・バンディクー4 とんでもマルチバース（ラニロリ）

2021年
- グランブルーファンタジー（2021年 - 2023年、ウグス）

### 吹き替え
- ザ・ナショナル・トレジャー ドラゴン神殿の秘宝（ルステム）
- 3匹のぶた&オオカミベビー（ラッキー〈ジェシー・マッカートニー〉）
- ドラゴンネスト（2020年、ランバート[33]）

### 舞台
- 2018年1月6日 - 14日 モブサイコ100（影山茂夫）
- 2018年4月7日、8日 初等教育ロイヤル（山口くん） Wキャスト
- 2018年9月13日 -  17日、20日 - 23日 モブサイコ100 裏対裏（影山茂夫）
- 2019年3月13日 - 17日 舞台版「魔法少女（？）マジカルジャシリカ」☆第壱磁マジカル大戦☆（山寺裕大 / ジョポニック山寺）
- 2019年9月5日 - 16日 舞台版「魔法少女（？）マジカルジャシリカ-マジカル零-ZERO-」（栗原ノンシュガー）
- 2020年2月12日 - 16日 RAB連続舞台「オタクにヒーローはむずかしい[34]」（ユータ役）
- 2021年8月6日 - 15日 モブサイコ100 激突!爪第7支部（影山茂夫）
- 異説 東都電波塔 陰陽奇譚（2023年6月14日 - 18日、池袋シアターグリーンBOX in BOX Theater）
- 朗読劇『マッチングアプリ:アップルボム（仮）』（2023年7月26日 - 30日、シアターサンモール） - 羽葉滝翔

### 実写
- ウチの夏フェス2013！（フレッシュ夏フェス隊の一員として出演/AT‐X：2013年8月)
- 声龍門（TOKYO MX、BS11：2015年4月 - 6月）

### デジタルコミック
- 野いちご・ベリーズカフェチャンネル
  - ごほうびは夜にちょうだい（2020年、榛名伊織[35]）
- ジャンプチャンネル
  - SAKAMOTO DAYS（2020年 - 2021年、シン[36][37]）
  - ぱらそる同盟（2021年、天の友人[38]）
  - メテオ・ストライク（2021年、信矢[39]）
  - 僕より目立つな竜学生（2021年、三島[40]）
  - 口が裂けても君には（2021年、ウダ[41]）
  - レッドフード（2021年、ナラオイア[42]）
  - NERU -武芸道行-（2021年、三木憶人[43]）
- 集英社マンガ公式
  - 氷の城壁（2023年、田中[44]）
  - 狂四郎2030（2023年、狂四郎）
- ヤンジャン漫画TV【集英社ヤングジャンプ公式】
  - 青山めぐの純情（2024年、ミツバカエデ[45]）

### その他
- 代償のギルタオン Web PV（ライク[46]）
- A-koe ボイスドラマ ランドセルヘドロ（僕[47]）
- 聴くanime『グッバイ宣言』（2022年、桐谷翔[48]）
- さっちゃんとけんちゃんは今日もイってる PV（2023年、けんちゃん[49]）

## イラスト

### エンドカード
- 声龍門（最終回エンドカード）
- モブサイコ100（テレビアニメ第1期第1話・第2期第1話・第3期第12話エンドカード）

### その他
- A-koe ボイスドラマ ランドセルヘドロ（カバーイラスト[47]）

## 商業ゲーム

### SOUND VOLTEX
-曲名 / アーティスト名義で記載
- SOUND VOLTEX VIVID WAVE
  - Blessing Bouquet / setu-O[50]
- SOUND VOLTEX EXCEED GEAR
  - WINNING ROAD / setu-O
  - トキノコエト / setu-O feat.駄々子
- BEMANI PRO LEAGUE SEASON2 SOUND VOLTEX（つまぶき feat.伊藤節生）

### シリーズ一覧
1. ↑  第1期（2016年）、第2期『II』（2019年）、第3期『III』（2022年）
2. ↑  【デュエル・マスターズ（2017年版）】

第1期（2017年 - 2018年）、第2期『デュエル・マスターズ！』（2018年 - 2019年）、第3期『デュエル・マスターズ!!』（2019年 - 2020年）

【デュエル・マスターズ キング】

第1期（2020年）、第3期『キングMAX』（2022年）
3. ↑  シーズン1（2018年 - 2019年）、シーズン2『ジュニアユース編』（2023年 - 2024年）
4. ↑  第3シーズン（2019年）、第4シーズン（2023年）
5. ↑  シーズン1（2024年）、シーズン2（2024年）